# 新潟県道148号刈羽停車場線
新潟県道148号刈羽停車場線（にいがたけんどう148ごう かりわていしゃじょうせん）は、新潟県刈羽郡刈羽村内を通る一般県道である。

## 概要

### 路線データ
- 起点：刈羽停車場（新潟県刈羽郡刈羽村大字刈羽字小谷地）
- 終点：新潟県刈羽郡刈羽村大字刈羽字宝（国道352号・国道402号交点）

## 地理

### 通過する自治体
- 新潟県刈羽郡刈羽村

### 接続する道路
- （起点：刈羽村大字刈羽字小谷地、「刈羽駅」前）
- 新潟県道369号黒部柏崎線（「刈羽駅」西方 - 山崎交差点で重複）
- 新潟県道73号鯨波宮川線（山崎交差点）
- 国道352号・国道402号（北陸道）（終点：刈羽入口交差点）（「国道352号」・「国道402号」重複区間）

### 周辺
- JR越後線 刈羽駅
- 刈羽村役場
- 刈羽村立刈羽中学校
- 刈羽村立刈羽小学校
- JA柏崎 刈羽支店
- 刈羽郵便局
- 東京電力 柏崎刈羽原子力発電所
- 日本ドレッサー 刈羽事業所